# Croton megalocarpus
Espèce
Croton megalocarpus est une espèce de plantes à fleurs du genre Croton et de la famille Euphorbiaceae. C'est un arbre présent de la Somalie au sud de l'Afrique tropicale.
Il a pour synonyme :
- Croton elliotianus, Pax

L'huile extraite de Croton megalocarpus est étudiée dans le cadre de la production de biocarburant,,.